# Nesaea
Nesaea là một chi thực vật có hoa trong họ Lythraceae.
Bài báo năm 2013 của Graham S. A. & Gandhi K. cho thấy việc gộp cả Nesaea và Hionanthera vào Ammannia là phù hợp.

## Các loài
Chi này gồm khoảng 60 loài:
- Nesaea alata Immelman
- Nesaea anagalloides Koehne
- Nesaea andongensis Welw. ex Hiern
- Nesaea angolensis A.Fern. & Diniz
- Nesaea angustifolia Immelman
- Nesaea aspera (Guill. & Perr.) Koehne
- Nesaea aurita Koehne
- Nesaea baumii Koehne
- Nesaea calcicola H. Perrier
- Nesaea cinerea A.Fern. & Diniz
- Nesaea cordata Hiern
- Nesaea crassicaulis (Guill. & Perr.) Koehne
- Nesaea cymosa Immelman
- Nesaea dinteri Koehne
- Nesaea dodecandra (DC.) Koehne
- Nesaea drummondii A. Fern.
- Nesaea erecta Guill. & Perr.
- Nesaea filiformis  H. Perrier
- Nesaea fruticosa Fernandes, Angelica & Diniz
- Nesaea heptamera Hieron.
- Nesaea heterophylla H. Perrier
- Nesaea kuntzei Koehne
- Nesaea linearis Hiern
- Nesaea linifolia Welw. ex Hiern
- Nesaea loandensis Koehne
- Nesaea longipes A. Gray
- Nesaea luederitzii Koehne
- Nesaea lythroides Welw. ex Hiern
- Nesaea maxima Koehne
- Nesaea minima Immelman
- Nesaea mossiensis A.Chev.
- Nesaea ondongana Koehne
  - Nesaea ondongana var. evansiana (A.Fern. & Diniz) A.Fern.
- Nesaea palmeri S.A. Graham
- Nesaea parkeri Verdc.
- Nesaea passerinoides (Welw. ex Hiern.) Koehne
- Nesaea pedicellata Hiern
- Nesaea petrensis M.G. Gilbert & Thulin
- Nesaea pringlei Rose
- Nesaea pubescens Koehne
- Nesaea radicans Guill. & Perr.
  - Nesaea radicans var. floribunda (Sond.) A.Fern.
- Nesaea rautanenii  Koehne
- Nesaea rigidula (Sond.) Koehne
- Nesaea rivularis Koehne
- Nesaea sagittifolia Koehne
- Nesaea saluta Immelman
- Nesaea sarcophylla (Welw. ex Hiern.) Koehne
- Nesaea schinzii Koehne ex Schinz
  - Nesaea schinzii subsp. subalata (Koehne) Verdc.
- Nesaea schlechteri A. Fern.
- Nesaea schoenfelderii Dinter
- Nesaea stuhlmannii Koehne
- Nesaea syphilitica (DC.) Steud.
- Nesaea teixeirae A.Fern.
- Nesaea tolypobotrys Koehne
- Nesaea triflora (L.f.) Kunth
- Nesaea volkensii Koehne
- Nesaea wardii Immelman
- Nesaea woodii Koehne
- Nesaea zambatidis Immelman